# Walter Rogério
Walter Luis Rogério, mais conhecido como Walter Rogério (Avaré, 1946) é um diretor, sonoplasta, montador, roteirista e produtor. Começou a carreira como editor de som e teve vários trabalhos premiados, como Beijo (1990), Anjos da Noite (1988), Abrasas (1986) e Cidade Oculta (1985). Também atuou em médias e curtas-metragens, como Um Minuto para Meia-Noite (1983) e A Voz do Brasil (1980). Em 1990, dirigiu seu primeiro longa: Beijo 2348/72, vencedor de prêmios no Festival de Brasília e Gramado.

## Filmografia / diretor
- Olhos de vampa (1996)
- Beijo 2348/72 (1990)

## Filmografia / editor de som
- A Causa Secreta (1994)
- Capitalismo Selvagem (1993)
- e Robim (1993)
- Cidade Oculta (1986)
- Céu Aberto (1985)
- A Marvada Carne (1985)
- Abrasasas (1984)
- Evangelho Segundo Teotônio, O (1984)
- Janete (1983)
- 1932/1982 - A Herança das Idéias (1982) (TV)
- Ao Sul do Meu Corpo (1982)
- Noites Paraguaias (1982)
- Homem que Virou Suco, O (1981)
- Convite ao Prazer (1980)
- Jari (1980)
- Rapazes da Difícil Vida Fácil, Os (1980)
- A Ilha dos Prazeres Proibidos (1979)
- A Caminho das Índias (1979)
- Alucinada Pelo Desejo (1979)
- Herança dos Devassos (1979)
- Embalos Alucinantes (1978)
- Galiléia, Wilsinho (1978) (TV)
- Jakobine (1978)

## Filmografia / roteirista
- Olhos de vampa (1996)
- Cidade Oculta (1986)

## Filmografia / montador
- Céu Aberto (1985)
- Hitler IIIº Mundo (1968)

## Filmografia / produtor
- Cidade Oculta (1986)

## Filmografia / assistente de direção
- A Marvada Carne (1985)